# Giuseppe Genna
Œuvres principales
- Au nom d'Ismaël
- La Peau du dragon
- L'Année-lumière

Giuseppe Genna, né le 12 décembre 1969 à Milan, est un écrivain italien.

## Biographie
Giuseppe Genna est né le 12 décembre 1969 à Milan (Italie). Il suit des études secondaires au lycée classique Berchet à Milan, et des études supérieures de philosophie à l'Université de Milan. Il travaille ensuite comme technicien et organisateur d'événements pour la Présidence de la Chambre des députés en 1993-1994, tout en collaborant à la revue mensuelle Poesia des éditions Crocetti.   
Il avait été touché très jeune par l'envie d'écrire de la poésie, après le visionnage d'un documentaire télévisé, particulièrement marquant pour lui, en 1979, puis au contact des œuvres du poète Eugenio Montale (renforcé plus tard par la rencontre du poète milanais Antonio Porta).   
C'est néanmoins le roman noir qu'il pratique tout d'abord, avec le cycle de l'inspecteur Guido Lopez (cinq romans entre 1999 et 2009 - dont seuls les trois premiers ont à ce jour été traduits en français), où il utilise une trame générale de roman policier et de thriller d'espionnage pour brosser un vaste portrait politico-historique de l'Italie des cinquante dernières années.   
Il pratique une incursion à la frontière du fantastique et de la science-fiction (qu'il considère avant tout comme de la "sociologie en action littéraire") avec son septième roman personnel, Dies Irae, en 2006, où il témoigne aussi de son admiration pour Don DeLillo, tandis que son huitième, une monumentale fiction biographique autour d'Hitler en 2008, provoque certaines controverses tout en étant salué par la critique.   
Il est très intéressé par les travaux du collectif bolognais Wu Ming, dont il suit de près les activités. Il les avait accompagnés dans la rédaction du texte net@generation en 1996, à l'époque du collectif précédent, Luther Blissett. Il a aussi été l'un des animateurs du site satirique Clarence de 1998 à 2003.   
Il a travaillé pour l'éditeur Mondadori sur les premières mises en place d'internet au sein de la maison en 1996-1998. De 2005 à 2009, il est consultant pour l'éditeur Rizzoli, et de 2009 à 2013 pour Siris Media Factory Il est aujourd'hui l'un des principaux responsables éditoriaux de la maison Il Saggiatore de Luca Formenton.   

## Œuvres

### Romans

#### SérieGuido Lopez
Tous les titres de cette série sont parus initialement chez Mondadori
- Catrame (1999) Publié en français sous le titre Sous un ciel de plomb, traduit par Julien Gayrard, Paris, Grasset, 2004[6]
- Nel Nome di Ishmael (2001)[7]. Publié en français sous le titre Au nom d'Ismaël, traduit par Julien Gayrard, Paris, Grasset, 2003
- Non toccare la pelle del drago (2003) Publié en français sous le titre La Peau du dragon, traduit par Johan Frédérik Hel Guedj, Paris, Grasset, 2006
- Grande Madre Rossa (2004)
- Le teste (2009)

#### Autres romans
- Assalto a un tempo devastato e vile (2001)
- I Demoni, Pequod (2003) - écrit en collaboration avec Michele Monina et Ferruccio Parazzoli
- L'anno luce (2005) Publié en français sous le titre L'Année-lumière, traduit par Serge Quadruppani, Paris, Métailié, 2012
- Hitler (2008)
- La vita umana sul pianeta Terra (2014)
- History (2017)

### Recueil de nouvelles
- Forget domani. Racconti dell'italian lounge (2002) - écrit en collaboration avec Igino Domanin

### Essais et autres publications
- Il caso Battisti (2004) - écrit en collaboration avec Valerio Evangelisti et Wu Ming 1
- Costantino e l'impero (2005) - écrit en collaboration avec Michele Monina
- Dies Irae (2006)
- Medium, auto-édition en ligne, lulu.com (2008)
- Italia de profundis (2008)
- Discorso fatto agli uomini dalla specie impermanente dei cammelli polari (2010)
- Fine Impero (2013)
- Io sono (2015)
- Etere divine (2015) - écrit en collaboration avec Andrea Gentile